# Giovanni Fago
Giovanni Fago est un réalisateur et scénariste italien, né le 25 avril 1933 à Rome.

## Biographie
Formé au Centro Sperimentale di Cinematografia, Giovanni Fago a travaillé comme assistant avec de nombreux réalisateurs, notamment Mario Monicelli, Vittorio De Sica, Roberto Rossellini, Gillo Pontecorvo, Lucio Fulci, avant de passer lui-même à la réalisation en 1967.

## Filmographie

### En tant que réalisateur
Cinéma
- 1967 : Le Jour de la haine (Per 100.000 dollari t'ammazzo) (crédité comme Sidney Lean)
- 1968 : Los machos (Uno di più all'inferno)
- 1970 : O Cangaceiro
- 1974 : Fatevi vivi, la polizia non interverrà
- 1976 : Il maestro di violino (it)
- 1985 : Mai con le donne
- 2000 : Sulla spiaggia e di là dal molo
- 2004 : Pontormo
- 2005 : Ritratto di un collezionista (documentaire)

Télévision
- 1975 : La brace dei Biassoli (téléfilm)
- 1979 : Monsieur Rossini, épisode de la série télévisée Il était un musicien
- 1979 : Morte a passo di valzer (feuilleton télévisé)
- 1980 : Il prete di Caltagirone (téléfilm)
- 1981 : Don Luigi Sturzo (feuilleton télévisé)
- 1983 : La Flèche dans le cœur (La freccia nel fianco) (feuilleton télévisé)
- 1987 : Due assi per un turbo (téléfilm)
- 1989 : Tu crois pas si bien dire, épisode de la série télévisée Série noire
- 1992 : La notte di Colombo